# Leskovci
Leskovci (někdy také leskovci a lenivky) je skupina malých až středně velkých ptáků označovaná jako samostatný řád Galbuliformes, někdy jako podřád Galbuli náležící ke šplhavcům (Piciformes). Lze je najít ve Střední a Jižní Americe. Žijí v lesích (s výjimkou leskovce neotropického).

## Potrava
Loví hmyz, leskovci se specializují na motýly, lenivky na velké brouky. Většinou loví tak, že sedí na stromě na kraji lesa a číhají na kořist, když kolem nich prolétne, vzlétnou za ní, uloví ji a vrátí se na místo (obdobně loví i lejsci, tzv. „lejskování“). Podobně jako vlhy kořist zabíjejí úderem o větev. Jsou teritoriální, je možné je potkat každý den číhat na potravu na těch stejných místech. Odlišná je v tomto lenivka vlaštovčí, která podobně jako vlaštovka vytrvale létá v korunách stromů a loví hmyz za letu. Leskovec velký loví také drobné plazy. Leskovci vyvrhují vývržky.

## Rozmnožování
Hnízdí v norách či termitištích, lenivky často též v dutinách. Samice snáší 2 – 4 vejce, inkubují obě pohlaví. Mláďata leskovců se líhnou opeřená, mláďata lenivek holá a slepá. Vzlétají po 20 – 30 dnech.

## Seznam druhů

### Leskovci
- rod Galbalcyrhynchus
  - leskovec krátkoocasý (Galbalcyrhynchus leucotis)
  - leskovec puruský (Galbalcyrhynchus purusianus)
- rod Brachygalba
  - leskovec tmavohřbetý (Brachygalba salmoni)
  - leskovec světlohlavý (Brachygalba goeringi)
  - leskovec hnědý (Brachygalba lugubris)
  - leskovec bělohrdlý (Brachygalba albogularis)
- rod Jacamaralcyon
  - leskovec tříprstý (Jacamaralcyon tridactyla)
- Galbula
  - leskovec žlutozobý (Galbula albirostris)
  - leskovec rezavoprsý (Galbula cyanicollis)
  - leskovec neotropický (Galbula ruficauda)
  - leskovec zelený (Galbula galbula)
  - leskovec ekvádorský (Galbula pastazae)
  - leskovec bělobradý (Galbula tombacea)
  - leskovec modročelý (Galbula cyanescens)
  - leskovec purpurový (Galbula chalcothorax)
  - leskovec bronzový (Galbula leucogastra)
  - leskovec rajský (Galbula dea)
- Jacamerops
  - leskovec velký (Jacamerops aureus)

### Lenivky
- rod Notharchus
  - lenivka bělokrká (Notharchus macrorhynchos)
  - lenivka Swainsonova (Notharchus swainsoni)
  - lenivka černoprsá (Notharchus pectoralis)
  - lenivka hnědopásá (Notharchus ordii)
  - lenivka strakatá (Notharchus tectus)
- rod Argicus
  - lenivka hnědotemenná (Argicus macrodactylus)
- rod Nystactes
  - lenivka skvrnitá (Nystactes tamatia)
  - lenivka šedotemenná (Nystactes noanamae)
- rod Bucco
  - lenivka hnědohřbetá (Bucco capensis)
- rod Nystalus
  - lenivka tygrovaná (Nystalus radiatus)
  - lenivka bělouchá (Nystalus chacuru)
  - lenivka čárkovaná (Nystalus striolatus)
  - lenivka tečkovaná (Nystalus maculatus)
- rod Hypnelus
  - lenivka pruhoprsá (Hypnelus ruficollis)
  - lenivka dvoupruhá (Hypnelus bicinctus)
- rod Malacoptila
  - lenivka žíhaná (Malacoptila striata)
  - lenivka běloprsá (Malacoptila fusca)
  - lenivka límcová (Malacoptila semicincta)
  - lenivka černopásá (Malacoptila fulvogularis)
  - lenivka rezavočelá (Malacoptila rufa)
  - lenivka bělovousá (Malacoptila panamensis)
  - lenivka vousatá (Malacoptila mystacalis)
- rod Micromonacha
  - lenivka skvrnitobřichá (Micromonacha lanceolata)
- rod Nonnula
  - lenivka mahagonová (Nonnula rubecula)
  - lenivka rezavobradá (Nonnula sclateri)
  - lenivka hnědá (Nonnula brunnea)
  - lenivka kolumbijská (Nonnula frontalis)
  - lenivka šedolící (Nonnula ruficapilla)
  - lenivka kaštanovohlavá (Nonnula amaurocephala)
- rod Hapaloptila
  - lenivka diadémová (Hapaloptila castanea)
- rod Monasa
  - lenivka černá (Monasa atra)
  - lenivka černočelá (Monasa nigrifrons)
  - lenivka běločelá (Monasa morphoeus)
  - lenivka žlutozobá (Monasa flavirostris)
- rod Chelidoptera
  - lenivka vlaštovčí (Chelidoptera tenebrosa)